# Інамі (Хьоґо)

34°44′56″ пн. ш. 134°54′49″ сх. д. / 34.74889° пн. ш. 134.91361° сх. д.
Інамі (яп. 稲美町) — містечко в Японії, в повіті Како префектури Хьоґо.